# FN Baby Browning
FN Baby Browning — самозарядный карманный пистолет, разработанный в 1927 году конструктором Дьёдонне Сэвом. Пошёл в производство в 1931—1932 годах. Всего с 1931 по 1983 год было сделано около 510 000 экземпляров.

## История
После смерти Джона Мозеса Браунинга в 1926 году компанией Fabrique Nationale было принято решение о модернизации выпускаемого ей карманного пистолета Browning M1906 с целью сделать его более маленьким. Прототип был сделан Дьёдонне Сэвом в 1927 году. Производился Fabrique Nationale с 1931 по 1983 год. Ныне производится малыми партиями в Канаде фирмой Precision Small Arms (недоступная ссылка)(ранее- Precision Small Parts) под названием PSA.25 по лицензии.

## Описание
Пистолет Baby Browning получился гораздо легче и компактнее своего предшественника: вес уменьшился на 100 грамм, а длина — на 6 мм. Ствол не изменился. У пистолетов, выпускавшихся на Fabrique Nationale на рукоятках были изображены переплетённые между собой буквы F и N. В варианте для экспорта в США вместо F и N было написано «Browning». Также у довоенных моделей внизу выштамповывалась надпись «Baby». Большинство экземпляров имели чёрное покрытие, хотя нередко встречаются и никелированные. Подарочное исполнение может быть украшено узором и щёчками из перламутра. В 80-х годах прошлого века была выпущена партия Baby Browning в исполнении Renaissance с матовым серым покрытием.
Автоматика пистолета работает за счет отдачи свободного затвора. Запирание канала ствола осуществляется массой кожуха-затвора и возвратной пружиной. Ударно-спусковой механизм ударникового типа, одинарного действия. Предохранитель расположен у спускового крючка на рукоятке и блокирует спусковой крючок. Для удобства рычаг ручного предохранителя был продублирован и с правой стороны оружия. Относительно большой размер боевой пружины позволял долго держать пистолет взведённым, что вместе с удобным предохранителем позволяло быстро сделать первый выстрел. К тому же Baby получил индикатор наличия патрона в патроннике, роль которого выполняла направляющая пружины ударника. Во взведённом положении конец направляющей выступает с задней поверхности выступа рамки, позволяя определить степень готовности оружия не только визуально, но и на ощупь. Питание оружия боеприпасами осуществляется из отделяемого магазина коробчатого типа с однорядным расположением 6 патронов калибра 6,35х15 мм Браунинг(.25 ACP) Защелка магазина расположена внизу рукоятки. Прицельные приспособления открытого типа, постоянные, состоят из мушки и целика. Начальная скорость пули — 210 м/с.
Из-за малых размеров эффективная дальность выстрела невелика, около 10 метров. Отдача по меркам «дамских» пистолетов довольно сильная.

## Варианты и модификации
- Bauer Stainless Steel .25 Automatic - точная копия бельгийского пистолета с рамкой и кожухом-затвором из нержавеющей стали, выпускавшаяся фирмой "Bauer Automatic" из штата Мичиган для внутреннего рынка США в 1972[1]—1984 годах без лицензии.

## Страны-эксплуатанты
- США - импорт пистолетов был разрешён до внесения поправок в оружейное законодательство в 1968 году (запретивших импорт компактных пистолетов иностранного производства)[1]